# ایستگاه اودایبا-کایهین کوئن
ایستگاه اودایبا-کایهین کوئن (به ژاپنی: お台場海浜公園駅 Odaiba-kaihinkōen-eki) یک ایستگاه قطار وابسته به خط یوریکامومه است که در میناتو-کو، توکیو در ژاپن قرار دارد. شماره آن با U-06 نشان داده می‌شود.